# Димитър Ачев
Димитър Йорданов Ачев е български офицер, генерал-майор.

## Биография
Роден е на 8 юли 1935 г. в Лъджене, Чепино или Каменица. През 1954 г. завършва Техникума по горско стопанство и лесозащита като техник по горско стопанство. Две години работи в областта на горското стопанство в Мугла и Девин. Известно време помага в строителството на въжени линии. В периода 1956 – 1959 г. учи във Висшето народно военно училище „Васил Левски“. Завършва като отличник на випуска, което му дава право да избере къде да служи. Той избира танковата бригада в Момчилград. След това последователно е заместник-командир и преподавател по военна психология и военна педагогика в Народната школа за запасни офицери „Христо Ботев“ в Плевен. През 1968 г. завършва Военната академия „Г. С. Раковски“. От 1974 г. е адютант на заместник-министъра на народната отбрана генерал-полковник Борис Тодоров. Между 1988 и 1992 г. последователно е началник на канцеларията на министрите на отбраната Добри Джуров, Йордан Мутафчиев, Димитър Луджев. След това е съветник на министъра на отбраната Димитър Павлов. От август 1991 г. е генерал-майор. Умира на 2 март 2021 г. във Велинград.

## Образование
- Техникум по горско стопанство и лесозащита, Велинград (до 1954)
- Висше народно военно училище „Васил Левски“ (1956 – 1959)
- Военна академия „Г. С. Раковски“ (до 1968)